# Veauce
Veauce is een gemeente in het Franse departement Allier in de regio Auvergne-Rhône-Alpes en telt 41 inwoners (2009). De plaats maakt deel uit van het arrondissement Montluçon.

## Geografie
De oppervlakte van Veauce bedraagt 3,8 km², de bevolkingsdichtheid is dus 10,8 inwoners per km².
De onderstaande kaart toont de ligging van Veauce met de belangrijkste infrastructuur en aangrenzende gemeenten.

## Demografie
Onderstaande figuur toont het verloop van het inwonertal (bron: INSEE-tellingen).
Vanwege een beveiligingsprobleem met de MediaWiki Graph-software is het momenteel niet mogelijk deze grafiek weer te geven. Zodra de software is bijgewerkt zal de grafiek vanzelf weer zichtbaar worden.